# Суибне Заика

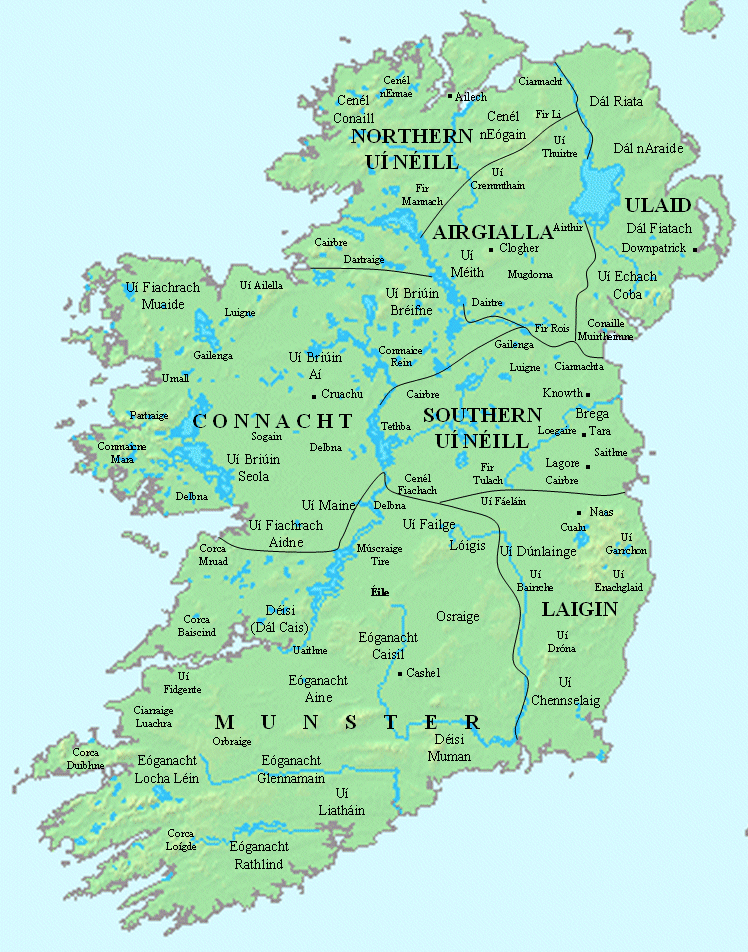
Ирландия в Раннее Средневековье

Суибне Заика (Суибне Менн, Суибне мак Фиахнай; др.‑ирл. Suibne Menn, Suibne mac Fiachnai; убит в 628) — король Айлеха (612—628) и верховный король Ирландии (615—628) из рода Кенел Эогайн.

## Биография

### Король Айлеха
Суибне Заика принадлежал к Кенел Ферадайг, одной из боковых ветвей рода Кенел Эогайн, представители которого правили Айлехом. Однако ни его отец Фиахна, ни дед Фередах так и не смогли получить власть над этим королевством. Из предков Суибне по мужской линии только его прадед Муйредах мак Эогайн владел престолом Айлеха.
В начале VII века правителем Айлеха и верховным королём Ирландии был троюродный брат Суибне Заики Аэд Уариднах, выходец из Кенел Майк Эрка, ещё одной ветви Кенел Эогайн. Возможно, от его имени Суибне осуществлял управление Айлехом, в то время как деятельность Аэда в это время была направлена на утверждение своих прав на титул верховного короля. После смерти в 612 году Аэда Уариднаха престол Айлеха унаследовал Суибне, хотя он, судя по прозвищу, имел серьёзный дефект речи. Титул же верховного короля перешёл к Маэл Кобо мак Аэдо, представителю конкурировавшего с Кенел Эогайн за власть над Северными Уи Нейллами рода Кенел Конайлл.

### Верховный король Ирландии
Однако уже в 615 году Суибне Заика разбил войско Маэл Кобо мак Аэдо в сражении при Слиаб Трайне (др.‑ирл. Sliab Truine; около современного Конга), в котором верховный король пал на поле боя. «Анналы Тигернаха» сообщают о том, что сражение произошло на землях Луигни, живших в центральной части Ирландии, на территории контролировавшейся Южными Уи Нейллами. Победа при Слиаб Трайне позволила Суибне самому овладеть титулом верховного короля.
Предполагается, что укреплению власти Суибне Заики способствовал союз, заключённый им с Энгусом мак Колмайном, правившим с 618 года королевством Миде представителем рода Кланн Холмайн. Вероятно, одним из условий договора было обещание помощи, которую Суибне мог оказать королю Миде в его борьбе с королями Бреги из рода Сил Аэдо Слане. Возможно, союз Суибне и Энгуса предусматривал раздел верховной власти между этими правителями: первый распространял свои властные полномочия на земли Северных Уи Нейллов, второй — на владения Южных Уи Нейллов. Подтверждением подобного раздела является упоминание Энгуса мак Колмайна как «короля Уи Нейллов» в сообщениях ирландских анналов о его смерти в 621 году.
О правлении короля Суибне Заики известно не очень много. Однако современные историки считают его государственным деятелем, энергично боровшимся за признание за ним полномочий, связанных с титулом верховного короля Ирландии.
В саге «Борома» упоминается о том, что Суибне Заика получил с лейнстерцев традиционную дань, которую те платили верховным королям Ирландии скотом.
В 628 году Суибне Заика одержал победу в сражении при Боте, в котором его противником был король Кенел Конайлл Домналл мак Аэдо, брат погибшего в 615 году верховного короля Маэл Кобо. Однако вскоре после сражения Суибне был убит королём Ульстера Конгалом Кривым, которого предания называли (наряду с королём Коннахта Рогаллахом мак Уатахом) воспитанником Домналла. Вероятно, именно Домналл был тем лицом, кто подтолкнул правителя Ульстера к убийству верховного короля. Местом гибели Суибне средневековые легенды называли местечко Трайг Брейн на восточном берегу Лох-Суилли. Согласно преданиям, верховный король стал жертвой неожиданного нападения: он беспечно играл в шахматы в то время, когда король Конгал уже ворвался в его лагерь. Предполагается, после убийства Суибне правитель Ульстера сам намеревался стать верховным королём Ирландии, однако этот титул достался Домналлу мак Аэдо. Престол Айлеха унаследовал Маэл Фитрих мак Аэдо, сын короля Аэда Уариднаха. Следующим после Суибне представителем рода Кенел Эогайн, владевшим титулом верховного короля, был правивший в начале VIII века Фергал мак Маэл Дуйн.

### Семья
Суибне Заика был женат на Ронат, дочери короля Дунгалаха из септа Уи Туиртри. Согласно преданиям, именно под влиянием своей супруги Суибне поднял мятеж против короля Маэл Кобо мак Аэдо и овладел титулом верховного короля Ирландии. Детьми от этого брака были Крундмаэл мак Суибни и Кенн Фаэлад. Хотя в следующие после смерти Суибне несколько десятилетий представители Кенел Ферадайг были доминирующей силой в Айлехе, их род пресёкся уже в конце VII века. Последними его представителями были умершие малолетними детьми внуки Суибне, Фланн мак Кенн Фаэлайд и Анротан мак Крундмаэйл, а также скончавшийся в 662 году племянник Суибне, Маэл Фуатайг, сын короля Эрнайна мак Фиахная.